# Chruściel derkaczowaty
Chruściel derkaczowaty, derkaczek, derkacz kureczkowaty (Crecopsis egregia) – gatunek ptaka z rodziny chruścieli (Rallidae). Występuje w Afryce Subsaharyjskiej na południe od równoleżnika 12°N. Część populacji jest wędrowna; w strefie okołorównikowej występują zarówno ptaki osiadłe, jak i wędrowne. Gatunek nie jest zagrożony wyginięciem.

## Taksonomia
Po raz pierwszy gatunek opisał Wilhelm Peters w 1854. Holotyp pochodził z Tete w środkowym Mozambiku. Autor nadał nowemu gatunkowi nazwę Ortygometra (Crex) egregia. Obecnie (2021) Międzynarodowy Komitet Ornitologiczny (IOC) umieszcza derkaczka w monotypowym rodzaju Crecopsis. Utworzył go Richard Bowdler Sharpe w 1893, a derkaczka wskazał jako gatunek typowy. IOC nie wyróżnia podgatunków, podobnie jak autorzy HBW.
Dawniej derkaczka i derkacza (Crex crex) uznawano za dwa gatunki tworzące rodzaj Crex. Tak są wymienione na przykład jeszcze na Clements Checklist of Birds of the World (2021), choć wyniki badań genetycznych rozstrzygających kwestię pokrewieństwa tych dwóch gatunków ukazały się w 2020. Autorzy HBW (2013) również uznają derkaczka za przedstawiciela Crex. Niekiedy dołączano do derkaczka lub obydwu wspomnianych gatunków południowoamerykańskiego derkacznika popielatego (Mustelirallus albicollis; Vieillot, 1819). Ten został umieszczony w rodzaju Mustelirallus, nowo zdefiniowanym na podstawie wyników badań García-R et al. (2014), po wniosku do South American Classification Committee. Wcześniej tradycyjnie umieszczano go w rodzaju Porzana. Benson i Winterbottom (1968) po przestudiowaniu morfologii oraz upierzenia derkaczka i derkacznika popielatego zasugerowali, że obydwa te gatunki powinny być umieszczane w rodzaju Crecopsis (nie jak dotychczas w Crex i Porzana) i mogą tworzyć nadgatunek. Mają być na tyle blisko spokrewnione, że jeden z nich wywodzi się bezpośrednio od drugiego. Temu zaprzeczył Olson (1973), według którego derkaczek powinien znajdować się w rodzaju Crecopsis, derkacz – Crex. Różnice w upierzeniu derkaczków i derkaczników popielatych są bardziej znaczące, niż to sugerowali Benson i Winterbottom. Wyrostki szczękowe kości nosowych derkaczków są cienkie i skręcone. U derkaczy są wyjątkowo cienkie, inaczej niż u większości chruścieli o krótkim, stożkowatym dziobie. U derkaczników popielatych wspomniane wyrostki są szerokie i płaskie, podobnie do przedstawicieli Porzana.
W 2020 ukazały się wyniki badań filogenomicznych nad chruścielami. Rodzaj Crex złożony z derkaczka i derkacza okazał się być taksonem parafiletycznym. Derkaczek znalazł się w grupie monofiletycznej wraz z gatunkiem siostrzanym – chruścielem abisyńskim (Rougetius rougetii), również należącym do monotypowego rodzaju.
|  | C. egregia         |
|  |                    |
|  | Rougetius rougetii |
|  |                    |

|  | Dryolimnas cuvieri                                              |
|  |                                                                 |
|  | \| \| Crex crex \| \| \| \| \| \| 2 gatunki Lewinia \| \| \| \| |
|  |                                                                 |
|  | Crex crex                                                       |
|  |                                                                 |
|  | 2 gatunki Lewinia                                               |
|  |                                                                 |

|  | Crex crex         |
|  |                   |
|  | 2 gatunki Lewinia |
|  |                   |

|  | C. egregia         |
|  |                    |
|  | Rougetius rougetii |
|  |                    |

|  | Dryolimnas cuvieri                                              |
|  |                                                                 |
|  | \| \| Crex crex \| \| \| \| \| \| 2 gatunki Lewinia \| \| \| \| |
|  |                                                                 |
|  | Crex crex                                                       |
|  |                                                                 |
|  | 2 gatunki Lewinia                                               |
|  |                                                                 |

|  | Crex crex         |
|  |                   |
|  | 2 gatunki Lewinia |
|  |                   |

|  | Eulabeornis castaneoventris              |
|  |                                          |
|  | \| \| 4 gatunki Hypotaenidia \| \| \| \| |
|  |                                          |
|  | 4 gatunki Hypotaenidia                   |
|  |                                          |

|  | 4 gatunki Hypotaenidia |
|  |                        |

|  | Eulabeornis castaneoventris              |
|  |                                          |
|  | \| \| 4 gatunki Hypotaenidia \| \| \| \| |
|  |                                          |
|  | 4 gatunki Hypotaenidia                   |
|  |                                          |

|  | 4 gatunki Hypotaenidia |
|  |                        |

|  | C. egregia         |
|  |                    |
|  | Rougetius rougetii |
|  |                    |

|  | Dryolimnas cuvieri                                              |
|  |                                                                 |
|  | \| \| Crex crex \| \| \| \| \| \| 2 gatunki Lewinia \| \| \| \| |
|  |                                                                 |
|  | Crex crex                                                       |
|  |                                                                 |
|  | 2 gatunki Lewinia                                               |
|  |                                                                 |

|  | Crex crex         |
|  |                   |
|  | 2 gatunki Lewinia |
|  |                   |

|  | C. egregia         |
|  |                    |
|  | Rougetius rougetii |
|  |                    |

|  | Dryolimnas cuvieri                                              |
|  |                                                                 |
|  | \| \| Crex crex \| \| \| \| \| \| 2 gatunki Lewinia \| \| \| \| |
|  |                                                                 |
|  | Crex crex                                                       |
|  |                                                                 |
|  | 2 gatunki Lewinia                                               |
|  |                                                                 |

|  | Crex crex         |
|  |                   |
|  | 2 gatunki Lewinia |
|  |                   |

|  | Eulabeornis castaneoventris              |
|  |                                          |
|  | \| \| 4 gatunki Hypotaenidia \| \| \| \| |
|  |                                          |
|  | 4 gatunki Hypotaenidia                   |
|  |                                          |

|  | 4 gatunki Hypotaenidia |
|  |                        |

|  | Eulabeornis castaneoventris              |
|  |                                          |
|  | \| \| 4 gatunki Hypotaenidia \| \| \| \| |
|  |                                          |
|  | 4 gatunki Hypotaenidia                   |
|  |                                          |

|  | 4 gatunki Hypotaenidia |
|  |                        |

## Morfologia
Długość ciała wynosi 20–23 cm; rozpiętość skrzydeł – 40–42 cm; masa ciała 16 osobników nieustalonej płci – 92–137 (średnio 117,5) g, u 3 samców – 121–141 (średnio 133) g. Wymiary szczegółowe przedstawiono w poniższej tabeli.
| Wymiary szczegółowe (mm) | Wymiary szczegółowe (mm) | Wymiary szczegółowe (mm) | Wymiary szczegółowe (mm) | Wymiary szczegółowe (mm) | Wymiary szczegółowe (mm) |
| płeć                     | n                        | dł. skrzydła             | dł. ogona                | dł. dzioba               | dł. skoku                |
| ------------------------ | ------------------------ | ------------------------ | ------------------------ | ------------------------ | ------------------------ |
| samice                   | 15                       | 177–131 (123,9)          | 36–42 (39,2)             | 21–26,5 (23,9)           | 39–43 (40,4)             |
| samice                   | 12                       | 117–131 (124)            | 37–42 (39,7)             | 21–26 (23,4)             | 39–43 (40,7)             |
| samce                    | 14                       | 117–133 (122,8)          | 36–48 (41,7)             | 23–31(25,8)              | 38–43 (40,8)             |
| samce                    | 8                        | 118–133 (123)            | 36–48 (41,6)             | 23–27 (24,8)             | 38–43 (40,8)             |

W upierzeniu występuje nieznaczny dymorfizm płciowy. Samice wydają się być mniejsze. Wyróżnia je mniej kontrastowy rysunek na głowie, bledsze ubarwienie obszaru od przodu głowy do piersi, mniej regularne prążkowanie spodu ciała z węższymi czarnymi prążkami oraz niemal pozbawiony prążków środek brzucha.
U samca wierzch ciała, pokrywy skrzydłowe i lotki III rzędu czarniawe z oliwkowobrązowymi paskami. Kark i tył szyi niemal jednolicie oliwkowobrązowe. Lotki I i II rzędu ciemnobrązowe. Wąska biała brew kończy się nad okiem. Upierzenie po bokach głowy, na szyi oraz od dołu gardła do piersi ma barwę od szarej do szaroniebieskiej. Często tak ubarwiony obszar obejmuje też okolice za pokrywami usznymi oraz część karku, przez co ciemne ciemię kolorystycznie jest odcięte od reszty upierzenia, tworząc  dobrze widoczną „czapeczkę”. Broda i górna część gardła białe. Po bokach piersi oliwkowobrązowy nalot. Boki ciała, brzuch oraz pokrywy podogonowe pokryte są szerokimi czarnymi i białymi pasami. Osobniki młodociane są podobne do dorosłych, lecz z bledszym upierzeniem, brązowawym nalotem na piersi, ciemnobrązowo-białawym paskowaniem na spodzie ciała i innym ubarwieniem części nieopierzonych.
Tęczówka u dorosłych osobników czerwona lub pomarańczowa, u młodocianych – brązowa („piwna”). Dziób ma barwę różową albo zbliżoną do czerwonej lub fioletowej. Nogi jasnobrązowe lub szare; często można dostrzec nieco różowe, fiołkowe lub czerwone zabarwienie.

## Zasięg występowania
Derkaczek występuje w Afryce Subsaharyjskiej. Część populacji jest wędrowna. Zasięg rozciąga się od Senegalu po Kenię i dalej na południe po północną i wschodnią Południową Afrykę. Nie obejmuje terenów pustynnych w południowej i południowo-zachodniej części Afryki, gdzie zachodnia granica występowania derkaczków przebiega w przybliżeniu przez izohietę 300 mm. Północna granica zasięgu gatunku znajduje się mniej więcej na szerokości 12°N. Na południe od równoleżnika 5°S występuje głównie populacja wędrowna. Sezonowość pojawów jest zbyt złożona i słabo udokumentowana, by odpowiednio oddać ją na mapach; te ukazują obszar raczej przybliżony. Jako że derkaczki są mniej płochliwe niż pozostałe chruściele, zasięg występowania ogółem został jednak stosunkowo dobrze poznany. Według szacunków BirdLife International zajmuje około 18,7 mln km².
Północna granica zasięgu na zachodzie zaczyna się w Senegambii, gdzie derkaczki są nieczęste, i południowo-wschodniej Mauretanii, gdzie prawdopodobnie tylko zalatują. W Nigrze gatunek stwierdzony raz. Dalej na wschód granica zasięgu biegnie przez Nigerię (z wyjątkiem obszarów położonych w strefie Sahelu), Kamerun, południowo-zachodni Czad, Demokratyczną Republikę Konga, Darfur w zachodnim Sudanie, Sudan Południowy i Etiopię. Z Etiopii pochodzą 3 pewne stwierdzenia – z lat 1900 (gniazdowanie), 1938 i 1976. Przynajmniej do 2010 wszystkie zgłoszone obserwacje z Erytrei i wybrzeża Morza Czerwonego nie zostały potwierdzone. Wschodnia granica zasięgu przechodzi przez Kenię.
W strefie okołorównikowej, między innymi w Demokratycznej Republice Konga i Burundi, derkaczki występują przez cały rok, jednak w niektórych okresach w roku są wyraźnie liczniejsze, co  wynika z obecności na tych terenach ptaków zimujących. Umowną granicą wskazywaną przez część źródeł jest równoleżnik 5°S, na południe od którego ma występować populacja w większości wędrowna. Według jednego z nich wiele obserwacji na obszarze między równoleżnikami 5°N i 5°S dotyczy ptaków zimujących. Dalej na południe tereny lęgowe ciągną się przez Angolę (poza południowym zachodem) po północną Namibię i północną Botswanę, przez Burundi i Afrykę Wschodnią, Zambię, Mozambik, Zimbabwe oraz część Południowej Afryki i Swazi. Najbardziej wysunięte na południe znajdują się w okolicach Ferndale na przedmieściach Johannesburga. Na pustyni Namib i zachodnim wybrzeżu Afryki Południowej derkaczki pojawiają się prawdopodobnie wskutek długo się utrzymujących wschodnich wiatrów.

## Ekologia i zachowanie
Derkaczki zamieszkują różnorodne tereny trawiaste. Są to zarówno obszary położone przy brzegach słodkowodnych mokradeł i zbiorników, na przykład płytkich jezior typu vlei, często sezonowo podmokłe lub zalewane, jak i suche, luźno zadrzewione czy podmokłe i pokryte drzewami mopanowymi Colophospermum mopane. Niektóre z nich są częścią dambo lub sawanny. Mogą się również znajdować w rozlewiskach, na przykład w delcie Okawango. Ponadto derkaczki występują na polach ryżowych, kukurydzianych i bawełny, skupiskach trzciny cukrowej przy mokradłach, wśród zapuszczonych upraw i pastwisk oraz na lotniskach. Mogą pojawiać się blisko ludzkich siedlisk. Ptaki z populacji badanej w Ndola (Zambia) preferowały tereny porośnięte trawami o wysokości 0,3–7 m.
W całym zasięgu występowania derkaczki odnotowywano od poziomu morza do co najmniej 2000 m n.p.m. Na wysoko położonych terenach trawiastych są jednak rzadkie. W Malawi występują na wysokości od 50 do 1400 m n.p.m., jedna obserwacja pochodzi z 1900 m n.p.m. Trzykrotnie stwierdzane w Etiopii, między 700 a 2500 m n.p.m.
Pożywieniem derkaczków są dżdżownice, mięczaki, owady i ich larwy (szczególnie termitów, mrówek, chrząszczy i prostoskrzydłych) oraz niewielkie płazy bezogonowe. Zjadają również nasiona, szczególnie traw, oraz inną materię roślinną – źdźbła traw, pąki i liście. Pożywienia szukają zarówno w ukryciu, jak i na otwartej przestrzeni na drogach. Zbierają je z ziemi, z podstaw kęp traw, przetrząsają ściółkę lub rozgrzebują dziobem glebę (zarówno wilgotną, jak i suchą). Najbardziej aktywne są rano, a ogółem – głównie o świcie i zmierzchu, chociaż utrzymują aktywność cały dzień, również podczas mało intensywnych opadów deszczu.
Wielkość terytoriów zajmowanych w okresie lęgowym oszacowano na 2,6 ha na 1 osobnika, natomiast na zimowiskach – 1,99–2,73 ha. Badane były populacje odpowiednio w Ndola (Zambia) i w Mombasie (Kenia). Jeśli na jednym obszarze pojawiają się derkaczki i derkacze – gniazdujące w Palearktyce i dzielące część zimowisk z derkaczkami – to derkacze występują w niższych zagęszczeniach i w suchszych środowiskach. Derkaczki zwykle przebywają pojedynczo lub w parach, podczas wędrówek łączą się w grupy złożone z najwyżej 6 osobników. Są to stosunkowo mało płochliwe ptaki, łatwo dające się podejść, a wystraszone zwykle oddalają się nie dalej niż na 100 m. Podczas żerowania pozwalają zbliżyć się człowiekowi na około 5–10 m, przepłoszone stają wyprostowane i po rozejrzeniu się kulą się, odskakują, przebiegają kawałek i rozglądają się ponownie. Jeśli obserwator za nimi nie podąży, wracają do żerowania.

### Lęgi
W poniższej tabeli przedstawiono czas trwania okresu lęgowego w poszczególnych państwach lub regionach. Kolory i symbole oznaczają:
- barwa jasnoniebieska: stwierdzona aktywność lęgowa (sprecyzowana lub nie) ogółem; barwa ciemnoniebieska: szczególnie nasilona aktywność lęgowa;
- jeśli tylko informacje źródłowe precyzowały etap okresu lęgowego, do którego się odnoszą, oznaczono go kolejno: „k” dla kondycji rozrodczej, „×” dla budowy gniazda; „•” dla znoszenia jaj; litera „P” dla obecności piskląt lub dorosłych znoszących pokarm; litera „I” dla obserwacji młodocianych, w tym razem z dorosłymi

| Państwo lub region            | Państwo lub region            | I | II | III | IV | V | VI | VII | VIII | IX | X | XI | XII | Źródło               |
| ----------------------------- | ----------------------------- | - | -- | --- | -- | - | -- | --- | ---- | -- | - | -- | --- | -------------------- |
| Senegal                       | Senegal                       |   |    |     |    |   |    |     |      |    |   |    |     | [ 10 ]               |
| Sierra Leone                  | Sierra Leone                  |   |    |     |    |   |    |     |      |    |   |    |     | [ 10 ]               |
| Wybrzeże Kości Słoniowej      | Wybrzeże Kości Słoniowej      |   |    |     | P  | P |    |     |      |    | P |    |     | [ 26 ] [ 10 ]        |
| Ghana                         | Ghana                         |   |    |     |    |   |    |     |      |    |   |    |     | [ 10 ]               |
| Nigeria                       | północna                      |   |    |     |    |   |    |     |      |    |   |    |     | [ 10 ]               |
| Nigeria                       | środkowa                      |   |    |     |    |   |    |     |      |    |   |    |     | [ 10 ]               |
| Nigeria                       | południowa                    |   |    |     |    |   |    |     |      |    |   |    |     | [ 10 ]               |
| Demokratyczna Republika Konga | Demokratyczna Republika Konga |   |    |     |    | I |    |     |      |    |   |    |     | [ 10 ] [ 8 ]         |
| Etiopia                       | Etiopia                       |   |    |     |    |   |    |     |      | •  |   |    |     | [ 21 ]               |
| Kenia                         | Kenia                         |   |    |     |    |   |    | k   |      |    |   |    |     | [ 10 ]               |
| Tanzania                      | północna                      |   |    |     |    |   |    |     |      |    |   |    |     | [ 10 ]               |
| Tanzania                      | południowa                    |   |    |     |    |   |    |     |      |    |   |    |     | [ 10 ]               |
| Angola                        | Angola                        | k |    |     |    |   |    |     |      |    |   |    |     | [ 10 ] [ 18 ]        |
| Malawi                        | Malawi                        |   |    |     |    |   |    |     |      |    |   |    |     | [ 10 ] [ 25 ]        |
| Zambia i Zimbabwe             | Zambia i Zimbabwe             |   |    |     |    |   |    |     |      |    |   |    |     | [ 23 ] [ 24 ] [ 18 ] |
| Botswana                      | Botswana                      |   |    |     |    |   |    |     |      |    |   |    |     | [ 10 ]               |
| Południowa Afryka             | Południowa Afryka             |   |    |     |    |   |    |     |      |    |   |    |     | [ 10 ]               |

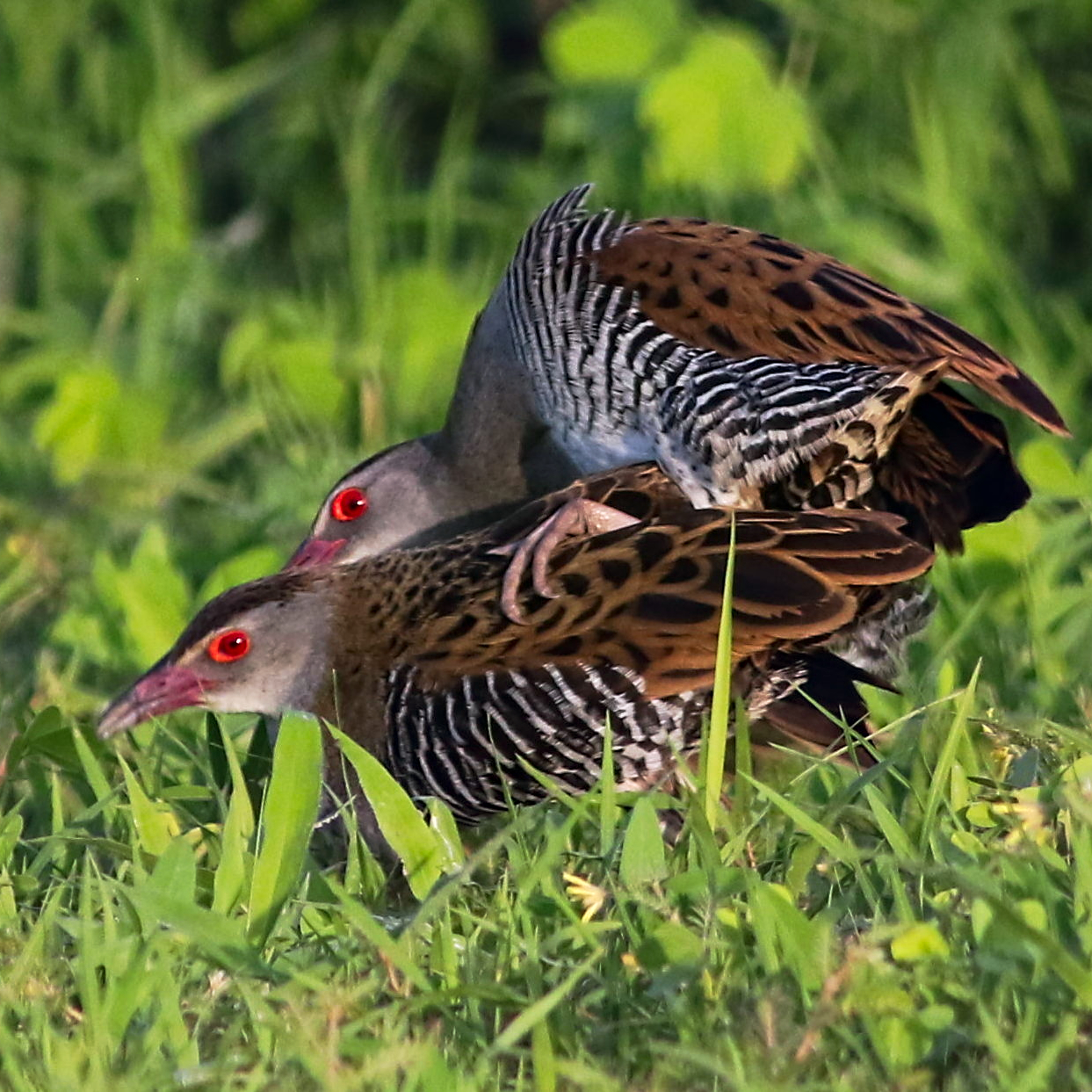
Kopulacja derkaczków

Derkaczki są głównie monogamiczne. Być może dobierają się w pary jeszcze przed opuszczeniem zimowisk. Są terytorialne zarówno na zimowiskach, jak i terenach lęgowych.
Gniazdo ma formę płytkiej czarki. Budulec stanowią źdźbła traw. Umieszczone jest w płytkim zagłębieniu w ziemi, zarówno tej suchej, jak i wilgotnej. Osłania je kępa traw lub niewielki krzew. Niekiedy znajduje się w gęstych trawach lub innej roślinności od 2 do 15 cm nad podłożem albo powierzchnią wody, czasem też na niej. W okresie składania jaj budowa gniazda jest kontynuowana. Średnica zewnętrzna wynosi 21–23 cm, wewnętrzna – 11–12 cm, głębokość – 2–5 cm.
Pełne zniesienie składa się z 3 do 9 jaj. Składane są w odstępie doby. Wymiary średnie dla 27 jaj z Nigerii: 34,7 na 24,59 mm (32–37 na 22,5–24 mm); dla 68 jaj z Południowej Afryki: 34,3 na 25,2 mm (32,8–36,0 na 24,2–27,0 mm), dla 112 jaj o nieokreślonym pochodzeniu: 34,5 na 25,5 mm (31,5–38,9 na 24–27,9 mm). Skorupka ma barwę białą, kremową lub kremoworóżową, a pokryta jest plamkami koloru rdzawobrązowego lub fioletowego.
Wysiadywanie według różnych szacunków trwa od 14 do 24 dni. Wysiadują obydwa ptaki z pary. Pisklęta klują się w sposób asynchroniczny. Mają czarny puch i ciemnobrązowe nieopierzone części ciała. Opuszczają gniazdo niedługo po wykluciu się. Opiekę nad nimi sprawują obydwoje rodzice. Są w pełni opierzone po 4–5 tygodniach życia.

## Status i zagrożenia
IUCN uznaje derkaczka za gatunek najmniejszej troski (LC, Least Concern) nieprzerwanie od 1988 (stan w 2021). BirdLife International uznaje trend liczebności populacji za stabilny ze względu na brak widocznych zagrożeń.